# Sveriges bussresearrangörer
Sveriges Bussresearrangörer är en svensk ideell förening med syfte att arbeta med frågeställningar om lagar, regler inom bussturism. Detta för att förenkla och utveckla företag inom denna bransch. 
Sveriges Bussresearrangörer  samarbetar med ett flertal Europeiska intresseorganisationer samt driver arbete med att informera politiker i Sverige och i Europa. Sveriges bussresearrangörer är medlem i Européen Alliance for Coach Tourism EACT  tyska RDA  och svenska RTS 